# Sistema de Atención Médica de Emergencia
El Sistema de Atención Médica de Emergencias (SAME) es un servicio público gratuito de atención médica de urgencias y emergencias, tanto individuales como colectivas, de la Ciudad Autónoma de Buenos Aires, Argentina, que depende del Ministerio de Salud del Gobierno de la Ciudad de Buenos Aires. Su misión es brindar una respuesta médica adecuada a las necesidades de la población ante urgencias o emergencias médicas prehospitalarias o extrahospitalarias, en cualquier momento del día, con un esquema de funcionamiento que busca llegar a cualquier punto de la ciudad en un tiempo menor a 14 minutos.

## Historia
El trabajo en conjunto en el SAME se logra a partir de articular los recursos humanos y materiales en el lugar del evento, mediante una comunicación entre el Dispositivo Eventos Especiales, la Central Operativa, el Equipo de Comunicación Unificada en Emergencias Sanitarias (ECUES), el SAME aéreo y el programa de Factores Humanos (salud mental) entre otros dispositivos del SAME. En  el año 2013 en el marco de una política de recortes presupuestarios el ministerio de Salud de la ciudad de Buenos Aires redujo, a través de la resolución 1657 del 31 de octubre, las suplencias de guardias de todos los hospitales, centros de salud y programas del SAME, en el Hospital Álvarez 98 profesionales con responsabilidades en programas de violencia familiar y trata están a punto de quedar en la calle.Uno de los programas más afectados fue "Pediatría en casa", que existe desde el año 2000 y atiendía telefónicamente urgencias sanitarias de chicos y adolescentes y el recorte el Programa de Atención Domiciliaria de Urgencias (PADU), que desde 2003 asiste necesidades pediátricas que no requieran ambulancia de emergencia para los colegios de la Capital Federal. En enero de 2014 se redujo un 45% el personal y que se redujeron sueldos por una resolución del Gobierno porteño y el titular del organismo, Alberto Crescenti.
El SAME posee unidades móviles tripuladas por conductores con entrenamiento básico en Emergencias y médicos pertenecientes a los Departamentos de Urgencia de los Hospitales Generales de Agudos y otros especializados, como los pediátricos y psiquiátricos. Esta etapa de atención está apoyada por otros móviles especiales: atención y traslado pediátrico, unidades de catástrofe (UNICA), coronarias, de traslado y de apoyo.
En agosto de 2021, el equipo multidisciplinario del SAME estaba conformado por 1.300 agentes y realizaba aproximadamente 300.000 intervenciones anualmente. En 2010 el juez Roberto Gallardo hizo lugar a una medida cautelar solicitada por la Asociación Civil por la Igualdad y la Justicia, que pone un plazo de 72 horas al gobierno de Macri para disponer de un protocolo de atención de emergencias del SAME, sin embargo dicha resolución judicial fue incumplida. La Defensoría General, que relevó casos donde las ambulancias del gobierno porteño se negaron a ingresar a los barrios de emergencia. En seis oportunidades los vecinos terminaron perdiendo la vida. Lemus fue denunciado por abandono de persona, por el mismo delito a al director del SAME, Alberto Crescenti y a Mauricio Macri.

### Antecedentes
En 1883 se fundó en Buenos Aires la Asistencia Pública, que comenzó a funcionar como un Servicio de Primeros Auxilios en el radio céntrico de la ciudad en 1897; siendo constituida según el modelo de la Asistencia Pública de París, Francia.
Las Guardias Hospitalarias fueron constituidas en un primer momento por el Internado (un médico interno, un practicante mayor y dos practicantes menores) que vivían permanentemente en el Hospital, siendo creado el Externado en 1924 con iguales características que el anterior pero sin la exigencia de permanencia continuada.
En la calle Esmeralda 66 funcionaba la Asistencia Pública que fue demolida. Hoy día Plaza Roberto Arlt. En dicho sitio se atendía de emergencias a todo el micro y macro centro de la Capital Federal. Funcionaba una guardia de emergencia con cirugía de baja complejidad, consultorio de vacunación, farmacia, guardia de enfermería y servicio de ambulancias; además de otras instalaciones y servicios. Funcionaba asimismo un par de salas de internación temporaria, en especial para asistencia post quirúrgica. Además del Jefe/a de Guardia - cirujano/a - había practicantes, estudiantes de medicina, con diversos grados de responsabilidad, todos ellos honorarios, ya que no recibían salarios.
En 1963 se creó el Centro Informativo Permanente para Emergencias y Catástrofes (CIPEC) dependiente de La Secretaria de Salud con el fin de coordinar las comunicaciones para el funcionamiento de las ambulancias y la atención de las emergencias. Cuando en 1969 se desactivó la Asistencia Pública, que funcionaba en un edificio ubicado en 25 de Mayo y Rivadavia, se incorporaron al CIPEC el ordenamiento en el transporte de cadáveres, la entrega de sangre y las prestaciones en competencias deportivas.
Hasta septiembre de 1986 se contaba con 28 ambulancias de auxilio, todas de mediana complejidad y antiguo diseño, lo que se traducía en una igual respuesta para todos los casos. Fuera de estas sólo existían 2 Unidades Coronarias con base en el Argerich y con el objeto de acelerar la atención en el microcentro se apostaron cuatro de los móviles en la denominada Zona Sanitaria Centro como subradio dentro de los del Argerich y del Ramos Mejía.
Asimismo se contaba con 10 ambulancias, sin equipamiento pero sí con oxígeno, destinadas a traslados programados y servicios especiales (actos públicos culturales, religiosos, deportivos, etc.).
En 1986 se creó la figura del Coordinador médico de Urgencia que comenzó sus funciones al mismo tiempo que se inauguraron las instalaciones del CIPEC ubicadas en Zuviría 64 2.º piso, entre Av. La Plata y Senillosa, en el barrio Parque Chacabuco. 

### Creación
El Sistema de Atención Médica de Emergencia (SAME) fue creado en 1991, mediante el decreto 3310/1991, producto de la fusión entre el CIPEC, la Dirección General de Material Rodante, la Dirección General de Atención a la Salud y la Dirección de Apoyo Técnico Operativo.
A lo largo de su existencia, el SAME incorporó diversas mejoras como, por ejemplo, el servicio aéreo destinado a situaciones en las que la vía terrestre no es la mejor alternativa, o para casos con múltiples víctimas. Se encuentra preparado para la asistencia de personas en estado crítico y con todos los elementos necesarios para la atender pacientes con politraumatismos. Usualmente, este servicio es utilizado para códigos rojos en autopistas, en casos en los que hay personas atrapadas en accidentes y para eventos de magnitud (como el transporte de órganos).

## Equipamiento e infraestructura
Dotación:[cita requerida]
- 3 Ambulancias pediátricas + 1 ambulancia de terapia intensiva pediátrica.
- 3 Ambulancias de alta complejidad neonatal.
- 2 Unidades de catástrofe (UNICA).
- 2 Unidades DEES.
- 1 ECUES (Móvil de Información y Comunicación - MIC).
- 15 Móviles de Apoyo Logístico.
- 1 Ambulancia de diálisis.
- 2 Unidades Coronarias Móviles (UCO).
- 113 Ambulancias de auxilios de Alta Complejidad.
- 2 Ambulancias Psiquiátricas.
- 1 Móvil de transporte de sangre y hemodiálisis.
- 4 Helicópteros MBB Bo 105.

### Bases extrahospitalarias[3]
| - Base Zona Centro (Monserrat) - Base Monasterio (Parque Patricios) - Base Madero - Helicópteros SAME (Puerto Madero) - Base Estación Constitución (Constitución) - Base Emilio Castro (Liniers) - Base Rodó (Parque Avellaneda) - Base Centro 3 (Villa Lugano) - Base Cobo (Flores) - Base Caballito (Caballito) - Base Fragata Sarmiento (Paternal) - Base Ecoparque (Palermo) - Base Juan b Justo (Palermo) - Base Aeroparque (Costanera Norte) - Base Retiro ex cesac 21 (Retiro) |

### Helipuertos (helipuntos)
- Santojanni
- Ramos Mejía
- Pirovano
- Tornú
- Monasterio
- Fernández

### Programas
- Programas y acciones de prevención y asistencia en concentraciones de público con riesgo potencial de demanda de atención de emergencia.
- Gestión de derivaciones y traslados.[cita requerida]
- Traslado del personal para el Programa de Procuración y Ablación de órganos de la Ciudad de Buenos Aires.

En esta Central se recepcionan, gestionan, regulan, categorizan y despachan las solicitudes de auxilios y traslados.